# گریت ناتلی
گریت ناتلی (به انگلیسی: Great Notley) یک روستا و محله مدنی در بریتانیا است که در Braintree واقع شده‌است. گریت ناتلی ۶٬۴۹۶ نفر جمعیت دارد.